# Іст-Дрюмор Тауншип (округ Ланкастер, Пенсільванія)
Іст-Дрюмор Тауншип (англ. East Drumore Township) — селище (англ. township) в США, в окрузі Ланкастер штату Пенсільванія. Населення — 3936 осіб (2020).

## Демографія
Згідно з переписом 2010 року, у селищі мешкала 3791 особа в 1355 домогосподарствах у складі 991 родини. Було 1404 помешкання
Расовий склад населення:
| - 97,6 % — білих - 0,4 % — чорних або афроамериканців - 0,2 % — вихідців з тихоокеанських островів - 0,2 % — азіатів - 0,1 % — корінних американців |

До двох чи більше рас належало 0,8 %. Частка іспаномовних становила 1,6 % від усіх жителів.
За віковим діапазоном населення розподілялося таким чином: 26,0 % — особи молодші 18 років, 52,3 % — особи у віці 18—64 років, 21,7 % — особи у віці 65 років та старші. Медіана віку мешканця становила 42,0 року. На 100 осіб жіночої статі у селищі припадало 90,1 чоловіків;  на 100 жінок у віці від 18 років та старших — 88,2 чоловіків також старших 18 років.
Середній дохід на одне домашнє господарство  становив 69 674 долари США (медіана — 60 060), а середній дохід на одну сім'ю — 76 785 доларів (медіана — 63 603). Медіана доходів становила 44 950 доларів для чоловіків та 39 018 доларів для жінок. За межею бідності перебувало 5,6 % осіб, у тому числі 5,6 % дітей у віці до 18 років та 8,3 % осіб у віці 65 років та старших.
Цивільне працевлаштоване населення становило 1704 особи. Основні галузі зайнятості: освіта, охорона здоров'я та соціальна допомога — 17,0 %, виробництво — 14,5 %, сільське господарство, лісництво, риболовля — 13,2 %.